# Муспилли

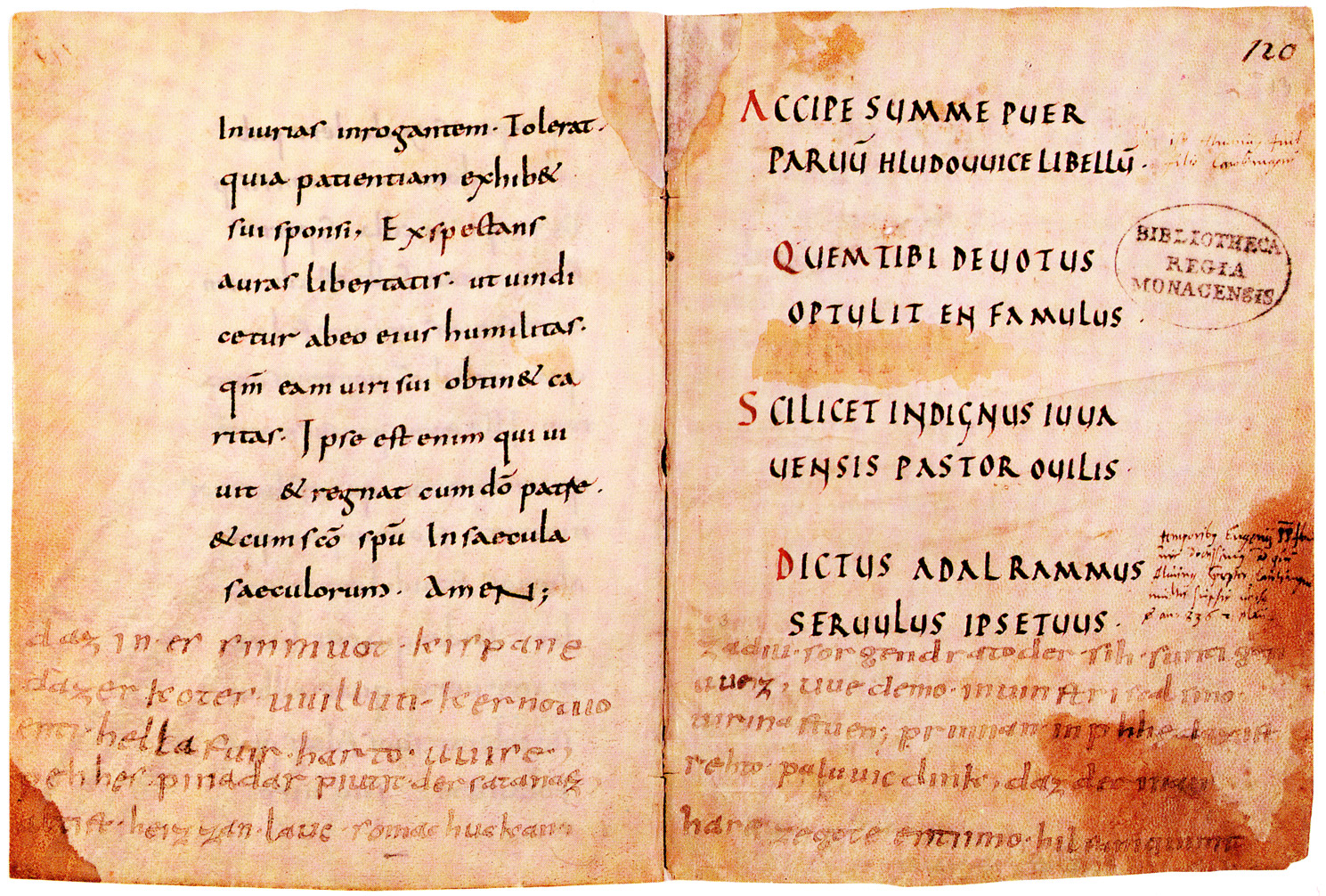
Страница из рукописи «Муспилли»

Муспилли (др.-в.-нем. Muspilli) — название одного из двух (вторым является Песнь о Хильдебранте) дошедших до наших дней памятников древневерхненемецкой эпической поэзии, датируемый IX веком. 
До нас дошёл большой отрывок текста, записанный примерно в 870 году на полях и пустых страницах рукописи, находившейся во владении Людовика II Немецкого. Начало и конец поэмы были утеряны. Сохранившаяся часть поэмы была обнаружена в 1817 году и впервые опубликована в 1832 году Иоганном Шмеллером, который дал ей современное название (по центральному слову текста).

## Название
Слово «муспилли» является языковым гапаксом для древневерхненемецкого, однако похожие словоформы имеются в древнесаксонском и старонорвежском. Точная его этимология и значение неизвестны, однако предположительно оно означает какую-то разновидность катастрофического конца света, связанную с всемирным пожаром. Также прослеживается связь названия со скандинавским «Муспелль» (или «Муспелльхейм»).

## Содержание поэмы
В поэме языческие элементы соединены с идеями и концепциями христианства. Её действующими лицами выступают Илья Пророк и антихрист. Почти весь текст (за исключением двух стихов) связывается с христианским теологом IV века Ефремом Сирином
Поэма написана в форме стихов с аллитерацией и состоит из двух частей. Первая описывает расставание души с телом и её последующую судьбу. Ангельское и дьявольское войско сражаются за душу умершего, победившая сторона заберёт её за собой как трофей. Изображая муки ада и блаженство рая, поэма увещевает жить согласно воле Бога и напоминает о Страшном суде. 
Начало второй части представляет описание битвы пророка Ильи с антихристом, предшествующей Страшному суду. Антихрист падёт в битве, но от крови, текущей из ран Ильи, начнется пожар — муспилли, от которого «и друг не поможет». 
В конце описывается Страшный суд. Умершие восстают из гробов, описывается картина суда, перед которым не скроется ни одно злодеяние. Сохранившаяся часть поэмы заканчивается словами: «Тогда вынесен будет крест Христов; тогда покажет Христос раны, которые получил он среди людей, которые из-за любви к человеческому роду…». 